# Conservation
Conservation (abreviado Amer. Forest.) fue una revista con ilustraciones y descripciones botánicas que fue editada en Washington D. C. Fue publicada en el periodo 1908-1909. Fue precedida por Forestry and Irrigation y reemplazada por American Forestry. Journal of the American Forestry Association.